# Lü Yan

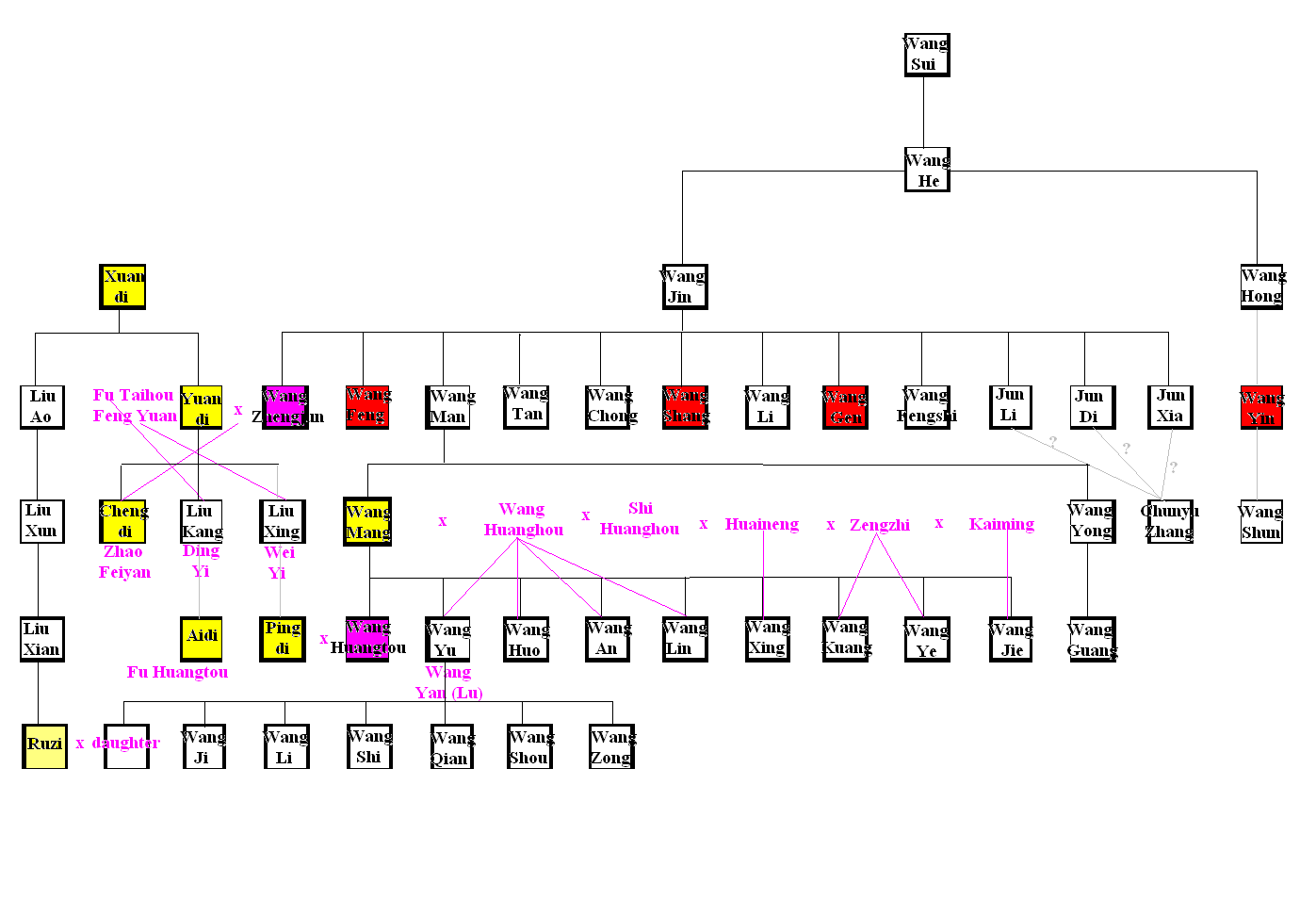
Stamboom van de familie Wang

Lü Yan of Wang Yan (†3? na Chr.) was de echtgenote van Wang Yu, de oudste zoon van de Chinese keizer Wang Mang (r. 9-23 na Chr.). Zij raakte in 3 na Chr. betrokken bij een conflict tussen Wang Yu en zijn vader, waarbij ook Lü Kuan (呂寬), haar oudste broer, een rol speelde. Hiervoor werd zij na het voltooien van haar zwangerschap geëxecuteerd.

## Biografie
Wang Mang was in 1 v.Chr. regent geworden voor de minderjarige keizer Ping. Hij zag de verwanten van Wei Yi, de moeder van keizer Ping, als potentiële concurrenten voor zijn eigen machtspositie en verbood daarom elk contact tussen de Wei-clan en de keizer. In 3 (na Chr.) kwam Wang Yu in conflict met zijn vader over dat verbod. Hij pleitte voor opheffing, omdat hij vergelding vreesde als de keizer eenmaal volwassen zou zijn. Hij zocht steun bij zijn zwager Lü Kuan, oudste broer van zijn vrouw. Zij besloten op een nacht de toegangspoort tot zijn residentie te besmeuren met bloed en dat daarna uit te leggen als een ongunstig voorteken zodat Wang Mang zijn verbod zou intrekken en leden van de Wei-clan alsnog zou toelaten tot het hof. Het complot kwam snel uit. Wang Yu werd gevangen genomen en door zijn vader gedwongen tot zelfmoord. Ook zijn vrouw Lü Yan werd vanwege haar verwantschap met Lü Kuan ter dood veroordeeld. Het vonnis werd uitgesteld totdat zij haar zwangerschap had voltooid, maar is daarna alsnog voltrokken. Het is onduidelijk van wie zij toen is bevallen. Mogelijk ging het om de dochter waarvan de naam niet is overgeleverd en die later als echtgenote werd toegewezen aan Liu Ying, de in 9 na Chr. afgezette laatste (nominale) heerser van de Westelijke Han-dynastie.
Volgens juan 99 van het Boek van de Han (Hanshu) had Lü Yan met Wang Yu zes zonen gekregen, Wang Qian, Wang Shou, Wang Ji, Wang Zong, Wang Shi en Wang Li. Zij ontvingen in het jaar 9, toen hun grootvader Wang Mang werd geïnstalleerd als keizer, ieder de adellijke titel hertog (公, Gong).